# Jean Plattard
Pour les articles homonymes, voir Plattard.
Jean Plattard, né le 6 avril 1873 à Saint-Georges-de-Reneins et mort le 21 novembre 1939 à dans la même ville, est un universitaire français, historien de la littérature française du XVIe siècle. Il est un des membres fondateurs de la maison d'édition Les Belles Lettres.

## Parcours universitaire et recherches
Après des études à Lyon et à Paris, il soutient une thèse sur la jeunesse de Rabelais en Poitou en 1910. Il exerce à Poitiers une vingtaine d'années avant de rejoindre la Sorbonne en 1937. Il édite et commente les œuvres d'humanistes comme Montaigne et Théodore Agrippa d'Aubigné, tout en continuant à analyser le texte et la vie de l'auteur du Pantagruel. Membre de l'association Guillaume-Budé, il réunit des actionnaires avec l'industriel Émile Lafuma pour constituer la Société Les Belles Lettres en juin 1919.
En parallèle de ses fonctions universitaires, Jean Plattard est à l’initiative de nombreuses missions et conférences à l’étranger : Édimbourg, Glasgow, Aberdeen (1914), Liège (1922), Oxford (1923), ou encore Bruxelles (1924). Il est professeur d’échange en Grande-Bretagne (1926), Genève (1930), Hollande (Alliance française, 1931), Barcelone, Madrid, Coïmbra, Porto (1931), Hollande (Alliance française, 1933), Lisbonne, Coïmbra, Porto (1933), Berne (1934), Écosse (1935), Genève, Lausanne, ou encore Neuchâtel (1935).
Jean Plattard intervient également en qualité de collaborateur dans de nombreuses revues académiques, telles la Revue des études rabelaisiennes (1903-13, 17 articles) de la Revue du XVIe siècle (1920-31, 7 articles), la Revue historique, la Revue critique (1910-20, 26 articles), ou encore la Revue d'histoire littéraire de la France.
Il décède en 1939, toujours en fonctions.

## Publications

### En tant qu'auteur
- L'adolescence de Rabelais en Poitou, Les Belles Lettres, 1923
- La Renaissance des lettres en France de Louis XII à Henri IV. Colin, Armand Colin, 1925
- État présent des études rabelaisiennes, Les Belles Lettres, 1927
- Vie de François Rabelais, 1928, prix Auguste-Furtado de l’Académie française en 1930
- Guide illustré au pays de Rabelais, Les Belles Lettres, Paris, 1931
- Agrippa d'Aubigné : une figure de premier plan dans nos lettres de la Renaissance, Vrin, 1931
- Montaigne et son temps, Boivin, 1933
- État présent des études sur Montaigne, Les Belles Lettres, Paris, 1935
- Marot : sa carrière poétique, son œuvre, Boivin, 1938
- La vie et l'oeuvre de Rabelais, Boivin, Paris, 1939

### En tant qu'éditeur intellectuel
- Œuvres de François Rabelais avec Abel Lefranc, Jacques Boulenger, Henri Clouzot, Paul Dorveaux et Lazare Sainéan, Roches, Paris, 1911-22, 5 vol. Prix Marcelin Guérin de l’Académie française en 1911
- Agrippa d'Aubigné, Supplément à l'Histoire universelle, Champion, Paris, 1925
- Anthologie du XVIe siècle français, Nelson Books, Londres, 1927
- Mathurin Régnier, Oeuvres complètes, Les Belles Lettres, Paris, 1930
- Michel de Montaigne,avec  Armand Garnier, Essais, Les Belles Lettres, Paris, 1931-1932, 6 vol.
- Agrippa d'Aubigné, Les tragiques, Droz, Paris, 1932-34 (4 vol.), prix Saintour  de l’Académie française en 1934
- Un Étudiant écossais en France en 1665-1666. Journal de voyage de Sir John Lauder, Éditions d'art et d'histoire, Paris, 1935

## Distinctions
Jean Plattard est nommé Chevalier de la légion d'honneur en 1924.